# Mineur (Mondkrater)
Mineur ist ein Einschlagkrater auf der Mondrückseite. 
Der Krater liegt zwischen den größeren Kratern Fitzgerald im Nordwesten und Mach im Südosten auf der erdabgewandten Seite. In der Nähe, im Abstand zirka eines Kraterdurchmessers in südwestlicher Richtung, liegt der vergleichbar große Jackson.
Mineur ist stark erodiert, insbesondere der Norden ist durch eine Reihe kleinerer Einschläge schwer gezeichnet. Der Krater ist sehr alt, seine Entstehungszeit fällt in die pränektarische Periode.
Mineur hat drei Nebenkrater:
| Buchstabe | Position            | Durchmesser | Link |
| --------- | ------------------- | ----------- | ---- |
| D         | 25,65° N, 159,53° W | 17 km       |      |
| V         | 25,8° N, 163,39° W  | 27 km       |      |
| X         | 26,8° N, 162,86° W  | 26 km       |      |

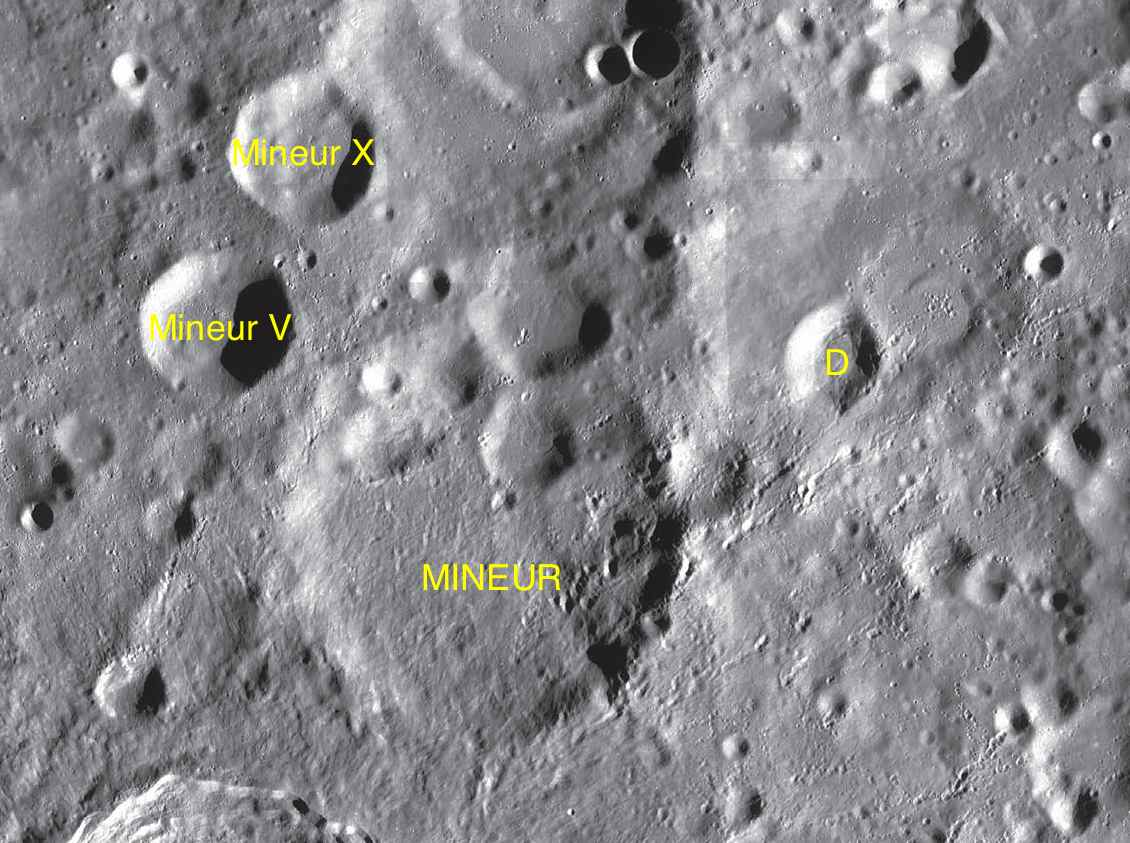
Mineur mit seinen Nebenkratern

Der Krater wurde 1970 von der IAU offiziell nach dem französischen Astronomen Henri Mineur benannt.
Am 12. Februar 2009 schlug der Relaissatellit Okina der japanischen Raumsonde Kaguya in der Nähe von Mineur D, genauer bei 25° 54′ 0″ N, 159° 12′ 0″ O, ein.